# Giuseppe Viani
Giuseppe "Gipo" Viani (13 de septiembre de 1909 — 6 de enero de 1969) fue un jugador y entrenador de fútbol italiano. Como futbolista jugó en el Inter de Milán y el Lazio, entre otros clubes. Tras finalizar su carrera como jugador inició con éxito su trayectoria como entrenador. Con el AC Milan ganó dos scudetti y fue finalista de la Copa de Europa en 1958.
Es recordado como uno de los principales estrategas y teóricos del fútbol italiano al desarrollar las bases del posterior catenaccio italiano mientras observaba a unos pescadores faenar con sus redes.

## Palmarés

### Jugador
Internazionale
- Serie A (1): 1929-30

### Entrenador
Salernitana
- Serie B (1):1947-48

Roma
- Serie B (1):1951-52

Milan
- Serie A (2): 1956-57, 1958-59
- Copa de Europa: Subcampeón (1): 1957-58